# Kańczuga
Kańczuga là một thị trấn thuộc huyện Przeworski, tỉnh Podkarpackie ở đông-nam Ba Lan. Thị trấn có diện tích 7 km². Đến ngày 1 tháng 1 năm 2011, dân số của thị trấn là 3178 người và mật độ 418 người/km².